# 閏秒

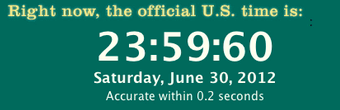
追加する場合は、通常は存在しない23時59分60秒（協定世界時での時刻）を追加し調整する

閏秒（うるうびょう、英: leap second）は、現行の協定世界時 (UTC) において、世界時のUT1との差を調整するために追加もしくは削除される秒である。この現行方式のUTCは1972年に始まった。2022年までに実施された計27回の閏秒は、いずれも1秒追加による調整であった。
直近の閏秒の挿入は、日本においては2017年1月1日午前9時直前（日本標準時）に行われた。
閏秒の調整はシステム上の様々な問題を引き起こしているため、その廃止について議論が続けられてきた。その結果、2022年の国際度量衡総会 (CGPM) において、2035年までにUT1とUTCの差分の許容値（現在は0.9秒）を増加させることが決議された。2023年12月11日には国際電気通信連合 (ITU) が同様の決議を行った。これらの決議は閏秒を廃止するものと紹介されることがあるが、正確にはUT1とUTCの差分の許容値を大きく広げるというものであり、閏秒の廃止ではない（後述）。
なお、閏日は「地球の公転」に基づく考えであり、「地球の自転」に基づく閏秒とは直接の関係は無い。

## 概要

### 1日の長さ LOD (Length of Day)

1962年から2021年までの1日の長さ (LOD) の変動（緑線が一日の長さから86 400秒を差し引いたものの365日移動平均）

地球の自転に基づく世界時は、太陽が朝に出て夕方に沈むといった、日常生活に関係する時間観念からは便利である。しかし、地球の自転の角速度、すなわち「1日の長さ (LOD : Length of Day)」は一定ではない。なお「LOD」は、1日の長さそのもの（例えば、86400.002 秒）をいう場合もあるが、1日の長さから86400 秒を差し引いたもの（例えば、0.002 秒または2 ミリ秒）をいうことが多いので注意が必要である。
24時間×60分×60秒 = 86 400秒であるから、歴史的には1秒の長さは1日の長さの86 400分の1と定義されてきた。問題は、この1日の長さとして、いつの時点における1日の長さを採用するかである。
1956年、秒の長さを1900年1月1日時点の地球の公転速度によって定義した（これを暦表秒という）とき、その秒の長さは、1750年から1892年までの間（約140年間）のLODの天文観測結果によっていた（これはほぼ1820年時点でのLODの1/86 400を1秒と定めたことになる）。
1955年頃、アメリカ海軍天文台 (USNO) のウィリアム・マーコウィッツとイギリス国立物理学研究所 (NPL) のルイ・エッセンは、セシウム原子の超微細遷移周波数と暦表秒との関係を研究し、1秒が9192631770周期だという数値を得たが、彼らが基準とした秒の長さは、上記の暦表秒であった。
そして、1967年に国際原子時 (TAI) における秒の長さを決めたとき、その長さは、マーコウィッツとエッセンが求めた9192631770周期の通りに定義された。
LODは長期的な傾向として100年間（正確にはユリウス世紀 = 36 525日）につき約1.4ミリ秒/日だけ長くなる。1967年は、暦表秒の基準であった1820年から約150年が経過しており、この時点ですでに、LODは86 400.002秒（つまり2ミリ秒だけ長い）程度になっていた。
したがって、1967年に国際原子時による秒の定義がスタートしたときには、1日の長さ (LOD) と86 400秒（国際原子時によるもの）との間には、すでに数ミリ秒の差が存在していた。
現在の秒の定義の基であるセシウム原子の振動数（精度は10-11）は、地球の自転（1日の長さ）（精度は10-8）とは全く無関係であり、かつ精度が1000倍も違うので、国際原子時と世界時との差が1950年代からすでに生じていたことと、その差（マイクロ秒 - ミリ秒単位）がそれ以降は不安定になることは、当初から想定されていた。

### LODの変化
LODは、1820年から150年後の1967年に約2ミリ秒/日程度長くなっていた。そして閏秒が導入された1972年のLODは約3ミリ秒/日に、1990年のLODは約2ミリ秒/日となり、1820年時点と比べて約2 - 3ミリ秒程度長くなってしまった。1秒 ÷ 3ミリ秒/日 = 333日 であるから1972年頃には約1年（ = 約365日）おきに、1秒 ÷ 2ミリ秒/日 = 500日 であるから1990年頃には約1年半（ = 約548日）おきに閏秒を挿入する必要があった。
更に2003年のLODは 約86 400.001秒であり、1990年頃と比べてLODは更に短くなった。1秒 ÷ 1ミリ秒/日 = 1000日 であるから、2003年頃には、約3年（ = 約1095日）おきに閏秒を挿入することとなった。LODが約86 400.001秒程度である傾向は、2015年に至っても継続している。
LODが長期的には100年間につき約1.4ミリ秒/日だけ長くなることは前述のとおりであるが、上記の1972年（3ミリ秒/日）、1990年（2ミリ秒/日）、2003年以降（1ミリ秒/日）の値からわかるように、ここ40年間では、一日の長さ (LOD) はむしろ短くなっている（地球自転速度が速くなっている）。日々のLODが86 400秒と比べてどれほど長いかは、IERS（後述）のウェブページで見ることができる。また、これまでの約50年間のLODの変動も、IERSのウェブページで見ることができる。これらによれば、現在（2015年）の平均的なLODは、86 400.001秒程度であり、年間を通じると86 400秒より長いが、6月 - 8月にかけては86 400秒より短くなる期間もある。

### 精度と歩度のずれ
上記のように、「1日の長さ」LODは一定でなく、10-8程度の精度しかない。このためUT1における1秒も一定しておらず、時間の精密な標準としては不適当である。
この点では1秒の長さに10-11以上の精度がある国際原子時の方が適切である。しかし国際原子時の歩度（時間の進み方）は地球の自転とは全く無関係なので、両者の歩度のずれは避けられない。

### LODの変動要因
LODの変動に最も大きな影響を及ぼすのは、潮汐であり、朔望月の周期で0.6-0.8ミリ秒程度の変動がある。
1年から数年程度の周期のLOD変動の原因は、その大部分が大気（地殻と風の相互作用）によることが確かめられている。
一方、LODの年単位より長周期の変動の原因は分かっておらず、未解決の課題である。月による潮汐摩擦、地震による地球内部の質量の分布変化、マントルと外核の相互作用、氷床の消長、地球内部の核、風、海水などによる影響が考えられているが、定量的には分かっていない。

### 閏秒による調整の概要
現行の協定世界時 (UTC) は、国際原子時 (TAI) とUT1という2つの時刻系を基にしており、TAIと同一のSI秒の定義を用いている。
国際原子時は「原子や分子が2つのエネルギー準位間の遷移によって、ある特定の振動数を持つマイクロ波を放射する」原理を利用した原子時計に基づいており、他方、世界時であるUT1は地球の自転に基いている。
国際原子時の利点を保ちつつ、昼と夜という生活感覚とずれないようにする方法が、閏秒による調整である。協定世界時は、1秒の長さは国際原子時に合わせつつ、UT1との時刻の差を閏秒によって調整している。

## 閏秒挿入の理由についての間違った理解
閏秒の必要性や閏秒挿入の理由については、次のような説明がしばしば見られる。
1. 地球の自転速度が徐々に遅くなっているために、これと国際原子時との差を調整するために閏秒を挿入している[22][23]。
2. 頻繁に閏秒が挿入されてきたのは、地球の自転が徐々に遅くなっており、この遅れを調整するためである。

以上の説明は、間違った理解に基づくものである。
正しくは以下のとおりである。
- セシウム遷移の9 192 631 770周期を1秒とする国際原子時の歩度は、1750年 - 1892年の間（平均的には、1820年頃）に行われた天文観測からサイモン・ニューカムがTables of the Sunに基づいて計算した秒の長さに基づいて決められた。したがって、1958年当時の地球自転の歩度（86 400.0025 SI秒程度）とは合わなくなっていた[28]。

1. もし、国際原子時の歩度を、セシウム遷移の9 192 631 770周期ではなく、9 192 631 997周期にしておけば、1972年以降、2回のマイナス（閏秒の削除）と1回のプラス（閏秒の挿入）の3回だけの閏秒の削除・挿入で済んでいたはずである[29][30]。ただし、仮に1967年時点で9 192 631 997周期にしていたとすると、(9 192 631 997 - 9 192 631 770)/9 192 631 770 = 2.469×10-8だけ、秒の長さを長く定義し直すことになり、1967年までに蓄積されていた様々な物理定数の値を変更する問題が生じていたはずである。
2. 地球の自転が長期的な傾向としては徐々に遅くなる（LODが大きくなる）のは事実[31]であるが、それは1ユリウス世紀につき1.7ms/日 程度の変化[32]（USNOの解説では、1ユリウス世紀につき1.4ms/日 程度の変化としている[33]）の極めて小さなものである[34]。1972年以降の地球自転速度の変化は、上記の遅れによるものではなく、数年ないし数十年周期の、もっと大きく、不規則な変動によるものである[35][注釈 1]。

## 協定世界時の歴史
旧・協定世界時は、基本的に世界時 (UT1) の補正版である世界時 (UT2) を採用し、現在とは異なる秒の定義を用いており、1971年まで使用された。
国際原子時 (TAI) が1958年1月1日0時（世界時での時刻）に開始されたときはTAI=世界時 (UT2) と起点を定めた。その後1967年に1秒の定義がセシウム133原子を用いた現行の定義へ変更された。
1972年1月1日0時に現行の協定世界時 (UTC) が、TAIと同じくSI秒の定義を用い、UTC = TAI - 10秒として開始された。その後、1972年7月1日実施の第1回から2017年1月1日実施の第27回まで、いずれも正の閏秒（1秒追加）による調整が実施され、現在はUTC = TAI - 37秒となっている。

## 閏秒による協定世界時調整の仕組み
以下の記述では、特に断らない限り、日本標準時における時刻表示である。
| 年 | 1月1日 | 7月1日 |
| --- | ------ | ------ |
| 1972年 | 0      | +1秒   |
| 1973年 | +1秒   | 0      |
| 1974年 | +1秒   | 0      |
| 1975年 | +1秒   | 0      |
| 1976年 | +1秒   | 0      |
| 1977年 | +1秒   | 0      |
| 1978年 | +1秒   | 0      |
| 1979年 | +1秒   | 0      |
| 1980年 | +1秒   | 0      |
| 1981年 | 0      | +1秒   |
| 1982年 | 0      | +1秒   |
| 1983年 | 0      | +1秒   |
| 1984年 | 0      | 0      |
| 1985年 | 0      | +1秒   |
| 1986年 | 0      | 0      |
| 1987年 | 0      | 0      |
| 1988年 | +1秒   | 0      |
| 1989年 | 0      | 0      |
| 1990年 | +1秒   | 0      |
| 1991年 | +1秒   | 0      |
| 1992年 | 0      | +1秒   |
| 1993年 | 0      | +1秒   |
| 1994年 | 0      | +1秒   |
| 1995年 | 0      | 0      |
| 1996年 | +1秒   | 0      |
| 1997年 | 0      | +1秒   |
| 1998年 | 0      | 0      |
| 1999年 | +1秒   | 0      |
| 2000年 | 0      | 0      |
| 2001年 | 0      | 0      |
| 2002年 | 0      | 0      |
| 2003年 | 0      | 0      |
| 2004年 | 0      | 0      |
| 2005年 | 0      | 0      |
| 2006年 | +1秒   | 0      |
| 2007年 | 0      | 0      |
| 2008年 | 0      | 0      |
| 2009年 | +1秒   | 0      |
| 2010年 | 0      | 0      |
| 2011年 | 0      | 0      |
| 2012年 | 0      | +1秒   |
| 2013年 | 0      | 0      |
| 2014年 | 0      | 0      |
| 2015年 | 0      | +1秒   |
| 2016年 | 0      | 0      |
| 2017年 | +1秒   | 0      |
| 2018年 | 0      | 0      |
| 2019年 | 0      | 0      |
| 2020年 | 0      | 0      |
| 2021年 | 0      | 0      |
| 2022年 | 0      | 0      |
| 2023年 | 0      | 0      |
| 2024年 | 0      | 0      |
| 2025年 | 0      |        |
| 計 | 16秒   | 11秒   |
| 計 | 27秒   |        |
| TAI−UTC |        |        |
| 37秒 |        |        |
| 日本標準時 (JST) の実施日付。 すべて正の閏秒による調整である。 実施時刻はすべて当日の午前8時59分59秒（日本標準時）の直後である。 |        |        |
| |        |        |
| UTCとUT1とのズレ。 垂直な緑の線は閏秒が追加されたことを表す。赤の線は予測。                                                      |        |        |

### 基準とタイミング
UTCとUT1との差 (DUT1) を±0.9秒以内に保つよう、閏秒による調整が実施される。これまでの実際の運用では、調整はすべて正の閏秒（後述）で、典型的にはUT1-UTCが-0.5秒程度のとき挿入され、そのためにUT1-UTCが+0.5秒程度にジャンプする。差が-0.2秒台で早々と挿入されて+0.7秒台にジャンプすることも、-0.6秒台になってからようやく挿入され+0.3秒台にジャンプすることもあった。しかし、差の絶対値が最大0.7秒台となることはあっても（1972年の導入直後の初期状態を例外として）0.8秒台にはならないように運用されてきている。これはDUT1が0.8秒を超えないようにするというCCIR勧告460-2（現 ITU-R勧告TF.460-6）とも合致している。
この調整は、国際地球回転・基準系事業（IERS。国際観測を実施）が決定する。実施日は日本標準時の月の1日とされ、年12回の可能性があるが、第1優先が1月1日または7月1日、第2優先が4月1日または10月1日で、これまでの実際の運用では第1優先の1月1日または7月1日だけで間に合っている。実施日の8時59分59秒の後に1秒が追加または8時59分59秒が削除される。
現行の協定世界時 (UTC) が始まった1972年当時は、世界時 (UT1) との差を±0.7秒以内に保つように調整することとされていたが、1975年1月1日から基準が緩和され、調整を実施しうる日も増やされた。

### 正の閏秒
今までに計27回実施された閏秒調整はいずれも、追加される1秒（正の閏秒、英: positive leap second）による調整で、日本時間の1月1日または7月1日に1秒が追加された。
実施日の8時59分59秒の直後に、通常であれば存在しない8時59分60秒を追加して、時間を1秒だけ遅らせる仕組みである。
- 実施例[3]→ウィキニュース
  - 2006年1月1日8時59分59秒の1秒後が、
  - 2006年1月1日8時59分60秒、ここで1秒追加されて次が
  - 2006年1月1日9時0分0秒となった。

### 負の閏秒
2019年5月までに実施例は一度もないが、削除される1秒（負の閏秒、英: negative leap second）による調整方法も次のように定められている。
実施日の8時59分58秒の1秒後に通常なら毎日存在する8時59分59秒が削除され、9時0分0秒とされる。つまりは8時59分59秒を飛ばして、時間を1秒だけ進める仕組みである。
2026年に協定世界時に1秒の「負の閏秒」を導入する必要があるとされてきたが、地球の自転が遅くなっている結果、その時期を2029年まで延ばすことになるかもしれないとする研究もある。

## 時刻情報サービスでの対応

### 協定世界時と日本標準時
日本では、総務省が所管する（担当部局課は国際戦略局技術政策課）、国立研究開発法人情報通信研究機構 (NICT) 電磁波計測研究所の時空標準研究室が協定世界時 (UTC) を高精度で生成し ("UTC (NICT)")、これに9時間を加えたものを日本標準時 (JST) として提供している。
日本標準時では、閏秒による調整のタイミングは、実施日の8時台の最後（午前8時59分）となる。

### 標準電波
NICTによって運用されている、日本標準時を提供する標準電波（無線局コールサインJJY）は、電波時計の時刻校正などに広く利用されている。
標準電波の時刻送信フォーマットには、閏秒の挿入（または削除）を予告する情報が含まれている。実際の電波時計では、単に00秒の1秒前（通常は59秒）を示すP0マーカーの次の1秒で00秒にリセットする動作だけが実装されていて、表示としては「9時00分00秒」（日本標準時。以下本節と次節で同じ）が2回繰り返される（または8時59分59秒が飛ばされる）という動作が多い。実際の電波時計は常時受信可能とは限らないため、1時間に1回、あるいは1日に1回程度しか校正しない場合がある。いずれの場合も、次の校正時刻でこのような動作になる。また標準電波を強制受信することにより、次回の校正時刻を待たずとも挿入後の時刻に合わせることができる。

### NTTの時報サービス
NTT東日本・NTT西日本の電話サービスにおける時報サービス（電話番号117）では、2012年7月現在、正の閏秒については標準電波と同様に「8時59分60秒」を挿入する形で対応している。
ただし、加入電話およびINSネットの電話サービスから発信された場合と、ひかり電話から発信された場合とで、9時のガイダンス方法が異なる。加入電話やINSネットから発信された場合は、8時59分57秒には予報音を鳴らさず、同58秒、同59秒および同60秒に予報音を鳴らし、9時に時報音（ポーン音）を1回鳴らす。これに対し、ひかり電話から発信された場合は、8時59分57秒、同58秒および同59秒に通常どおり予報音を鳴らし、時報音（ポーン音）を同60秒と9時に鳴らす（2回連続でポーン音が鳴る）。
なお、加入電話やINSネットから発信された場合、2009年1月1日実施の第24回閏秒調整までは、秒音を追加せずに、8時58分20秒より秒音間隔を1.01秒に伸ばし、9時の時報音で元の間隔に戻す対応が取られていた。これは時報を1秒分遅れさせて調整する方法であるため、8時58分21秒の秒音から8時59分59秒の秒音までの99回は、正確な時報となっていなかった。
負の閏秒はこれまで前例がなく、対応方法が発表されたことはない。

### NTP (Network Time Protocol)

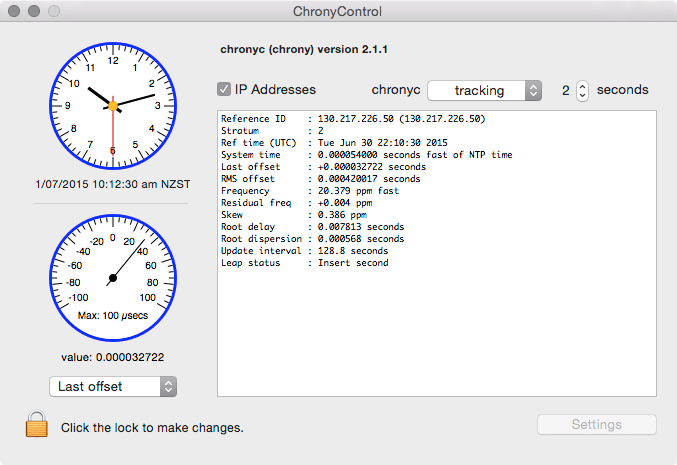
2015年6月30日の閏秒挿入を示す、macOS上のChronyControlのスクリーンショット。

NTP (Network Time Protocol) はコンピューター同士の時刻を同期させるプロトコルである。正確な時刻の同期が必要なサーバー系OSで広く使われており、現在ではMac OS・Windows系OS（「インターネット時刻に同期」）などパーソナルコンピュータでも利用可能である。
NTPサーバーは時刻を比較する相手となる他のNTPサーバーと時刻情報をやり取りするが、直前に閏秒が挿入・削除された場合にそれを示す警告情報も一緒にやり取りする。閏秒は1秒ステップさせるため、これがなければ突然他のNTPサーバーより時刻が遅れた（進んだ）ように見え、閏秒挿入・削除後しばらくの間、時刻精度に影響を及ぼすと考えられるからである。受け取った側がどう処理するかはNTPサーバープログラムの実装に任される。しかし、削除された1秒に自動起動するサービスがあるかもしれなかったり、外部要因で日付が変わると無効になるライセンスがありえたりするため注意が必要である。
また現実には、他のNTPサーバーの閏秒情報を鵜呑みにすると偽の閏秒情報で時刻が狂わされる危険が考えられるため、コンピューターの管理者が編集・設置する『閏秒情報ファイル』を使って時刻のオフセットを管理する場合がある。
うるう秒の挿入は過去に何度も問題を引き起こしているため、Googleの公開NTPサーバでは、一秒挿入するのではなく、うるう秒の前後20時間をかけてゆっくり一秒分の時間を伸ばすことで問題を回避している。

### GPS (Global Positioning System)
GPSは衛星航法に使われるシステムである。GPSのシステム時刻はGPS時刻と呼ばれる。GPS衛星に搭載された原子時計は、地上からの指令でGPS時刻に合うよう校正される。GPS受信機は、複数のGPS衛星から受信地点まで電波が届いた時間を計測して各衛星と受信地点の距離を求め、それから計算で受信座標および高精度の時刻を得る。
GPS時刻は、1980年1月6日時点ではUTCと同一（したがって TAI - 19秒）であった。その後UTCに閏秒が挿入されても、TAIと同様にGPS時刻は修正されていない。したがってGPS時刻はUTCに比べ、このとき以降挿入された閏秒の実施回数秒だけ進んでいる。
前述のように、GPS受信機は高精度の時刻を得ているため、基準時計として利用されることが多い。GPS衛星が送信するブロードキャストメッセージには、UTCとGPS時刻の差（閏秒の実施回数）が含まれており、GPS受信機は、閏秒の分を修正してUTCを出力している。

### その他

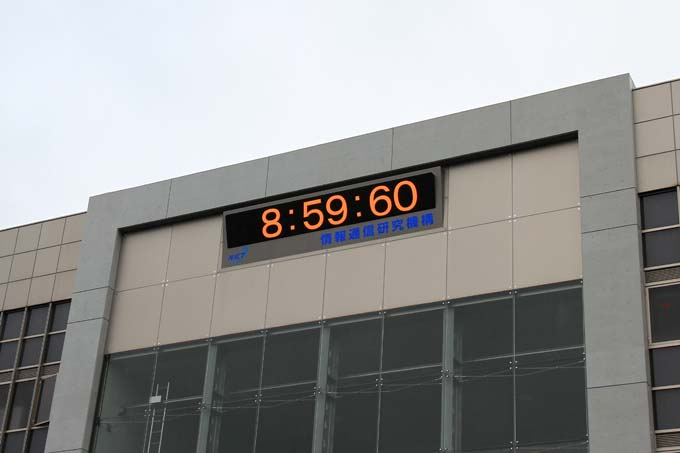
情報通信研究機構の大時計。
閏秒が表示されている。（2015年7月）

東京都小金井市にある情報通信研究機構 (NICT) の本部建物正面中央上部にあるディジタル表示の大時計が日本では代表的だが、閏秒の「60秒」という時刻の表示に対応している時計がいくつかあり、閏秒による調整があった、というニュースを伝える写真などで使われることがある。

## 廃止議論

### コンピューターソフトウェアへの影響
うるう秒の影響により、コンピュータ類で異常動作が起きることがある。特に常時稼働させているサーバ類で問題となりやすく、これによる懸念が次述の廃止議論の理由となっている。
2012年7月1日のうるう秒では、Linux のカーネルのスレッド関係のバグにより、Java や MySQL など各種プログラムで、高負荷になったり異常な動作をしたりした。これにより、VPSなどの共有系のサーバーが過負荷になった。また、au、mixi、Gawker、StumbleUpon、Yelp、foursquare、LinkedInなど世界中の様々なインターネットサービスで障害が発生した。Linux カーネル 2.6.29 で修正したはずであったが、実際は、それよりも古いカーネルにバグ修正を加えたものではなく、それよりも新しいカーネルに未知のバグが存在しており、問題が発生した。
2015年7月1日（水曜日）は、日本では平日始業時間帯の実施になるため、東京証券取引所などはトラブルを警戒して、事前対策を講じた。
2017年にはネットワーク化されたシステム（Reddit、Mozilla、LinkedIn、Yelp、航空機予約サービスAmadeusなど）でシステム障害が発生した。

### 廃止への議論
閏秒の存廃については国際電気通信連合 (ITU) で議論があり、2013年に閏秒を廃止することを目指す提案もなされていた。しかし2012年1月の総会では2015年の総会まで結論を見送った。
2015年11月に開催されたITUの世界無線通信会議（WRC-15）総会において、閏秒の廃止を含む新たな時系の導入・影響については一層の研究が必要との決定がなされた。今後の研究の結果を踏まえ、2023年のWRCで再び検討することとなった。この決定によって、閏秒は当面の間存続することとなった。

### 廃止の理由など
廃止するべき理由としては、次のようなものが挙げられている。
- 閏秒があるとUTCは一様の尺度ではなくなる（例えば23:00 UTCから翌0:00 UTCの時間間隔が場合によって異なる）ので不便。
- 閏秒の調整を手動で行わなければならず、間違いや時計間の不整合が起こりやすい。航空管制システムなどのトラブルにつながる可能性もあり、人命への余計なリスクとなる。
- 一様の尺度が望ましい局面では、GPSの時系のように「ある時点のUTCと同期しつつ閏秒なし」という新しいシステムが用いられることがあるが、「ある時点のUTCと同期しつつ閏秒なし」は実際上、閏秒の数だけバリエーションがあり、時刻システムの乱立につながるうえ、相対的にUTCの価値・有用性・権威を低下させ、度量衡統一の観念にも反する。

一方、廃止に反対する理由としては、次のようなものがある。
- 天体観測・アンテナ制御などのソフトウェア、ハードウェアなどにはUT1-UTCの絶対値が1秒を超えないという前提で設計されているものも少なくなく、その前提が破れると大きな改修が必要になり、予期せぬトラブルの原因ともなる。
- 市民生活は依然地球の自転と同期しており、UT1-UTCの差が累積するのは好ましくない。

### 閏秒に替わる変更案
こうした論議を踏まえた上で、国際度量衡総会 (CGPM) は2022年11月18日の会議にて存廃の是非を問う投票を実施し、2035年までに閏秒に替わる案を決定した。2023年12月11日には国際電気通信連合 (ITU) が同様の決議を行ったが、2040年まで延長可能とする猶予措置などが新たに設けられた。これらの決議は、正確には「閏秒を廃止する」としたものではない。
代替案の概要は次の通りである。
- これまでは、UT1-UTCの差分（ = DUT1）が0.9秒に到達すると見込まれるときに閏秒が挿入されてきた。
- CGPMは、このDUT1の最大値（現在は0.9秒）を2035年までに増加させることを決定した。
- CGPMは、CIPMに対して、ITU、その他の機関とともに、少なくとも100年間はUTCを変動させないような、上記の最大値を提案することを求めた。
- CGPMは、2026年開催の第28回CGPMで合意を得られる提案を求めた。

CGPMの決議はDUT1の最大値を具体的には述べていないが、以下のような提案がある。
- 「閏分（うるうふん）」による方法
  - 1972年 - 2022年の50年間で27秒の差分であったことから、DUT1の最大値を60秒（即ち1分）とすれば、2035年以降の100年間はUTCをシフトさせる必要がないと見込まれる。UT1-UTCの差分（ = DUT1）が60秒に達したときに60秒の「閏分」を挿入（または削除）すればよく、その頻度は100年以上の期間につき一度だけで済むというものである[80]。
  - 国立天文台は、「うるう秒の代わりに、うるう分やうるう時間？」として、次のようにしている[81]。
    - うるう分なら100年で1-2回程度、負のうるうが入る可能性もなくなり、挿入のタイミングも数年前から計画できます。
    - うるうの挿入が遠い未来の出来事となり、プログラマーはうるうの存在を忘れ、オペレーターはうるうの入れ方を忘れます。
    - UT1-UTC＜±0.9秒を前提とするシステムでは適切に扱えない可能性があります。
- 2023年のITUによる決議では、DUT1の許容最大値を現状の0.9秒から少なくとも100秒に延ばすべきとしている[5]。

## 長期的な問題
地球の自転は、短期的にはさまざまな予測困難な小さい揺らぎを示しつつ、長期的には、潮汐力を主要原因として減速傾向にあり、変化率は過去2700年間の平均で (+1.70±0.05) ms/cy、つまり、1ユリウス世紀ごとに、LODは1.7ミリ秒ほど長くなってきたとされる。この状態が続くと正の閏秒の挿入頻度は徐々に増加し、21世紀中には毎年1回ずつが当たり前になるかもしれない。今後の地球の自転の変動をどう推定するかによって予測時期は変わるが、恐らく22世紀 - 23世紀には年2回の閏秒も一般的になり、西暦3000年 - 4000年ごろには年12回の閏秒が必要になると考えられ、それを超えると現在の閏秒の方法では平均的に間に合わなくなってしまうし、常にUTCとUT1の差を±0.9秒以内に保つという目標も、遅くとも同時期（場合によってはより早期）には達成不可能になる。この問題について、いくつかの提案がなされている。
また、うるう秒を廃止することによる長期的な問題もある。地球の自転に基づく時刻（天文時）と原子時計の時刻との同期が取れなくなるため、現在から100年経過すると原子時計のほうが15秒 - 70秒程度進むと考えられている。非常に長期的に見れば、時刻と昼夜の関係が崩れていき、昼夜逆転もありうる。

## 閏秒と閏日（閏年）
閏秒と閏日（閏年）は全く無関係である。閏秒はLOD（1日の長さ）が一定ではない（すなわち地球の自転が一定ではない）ことにより生じる、原子時計とのズレの調整のためのものである。もし閏秒による時間調整がなければ、約12万年後には、昼夜の逆転があり得る（LODが86 400秒に比べて丁度1ミリ秒だけ長い状態が継続すると仮定すると、12時間 × 3600秒 / （0.001秒×365.2422日） = 118 278年となる）。
これに対して閏日（閏年に挿入される2月29日）は、地球の公転周期が約365.2422日と、365日に比べて0.2422日だけ長いことを調整するためのものである。閏日（閏年）を設けないとすると、0.2422日 × 750年 = 182日であるから、750年後にはカレンダー上は1月なのに、季節は7月というズレが起こってしまうのである。
このように閏秒と閏日（閏年）、さらに閏月は全く関係のない現象であるのに、同じ名前（たとえば、日本語では「閏」、英語では "leap" ）を使っているのは、暦を調節する事象という類似性によるものに過ぎない。なお、英語の "leap" は、平年では1日ずつずれる曜日と月日の対応が、閏日により閏年には2日ずれる（飛ぶ）ということに由来する。「閏」は余分の、という意味であり閏月に由来する。なお英語ではこれらによる暦の調整を intercalation と言う。